# Giuseppe Haimann

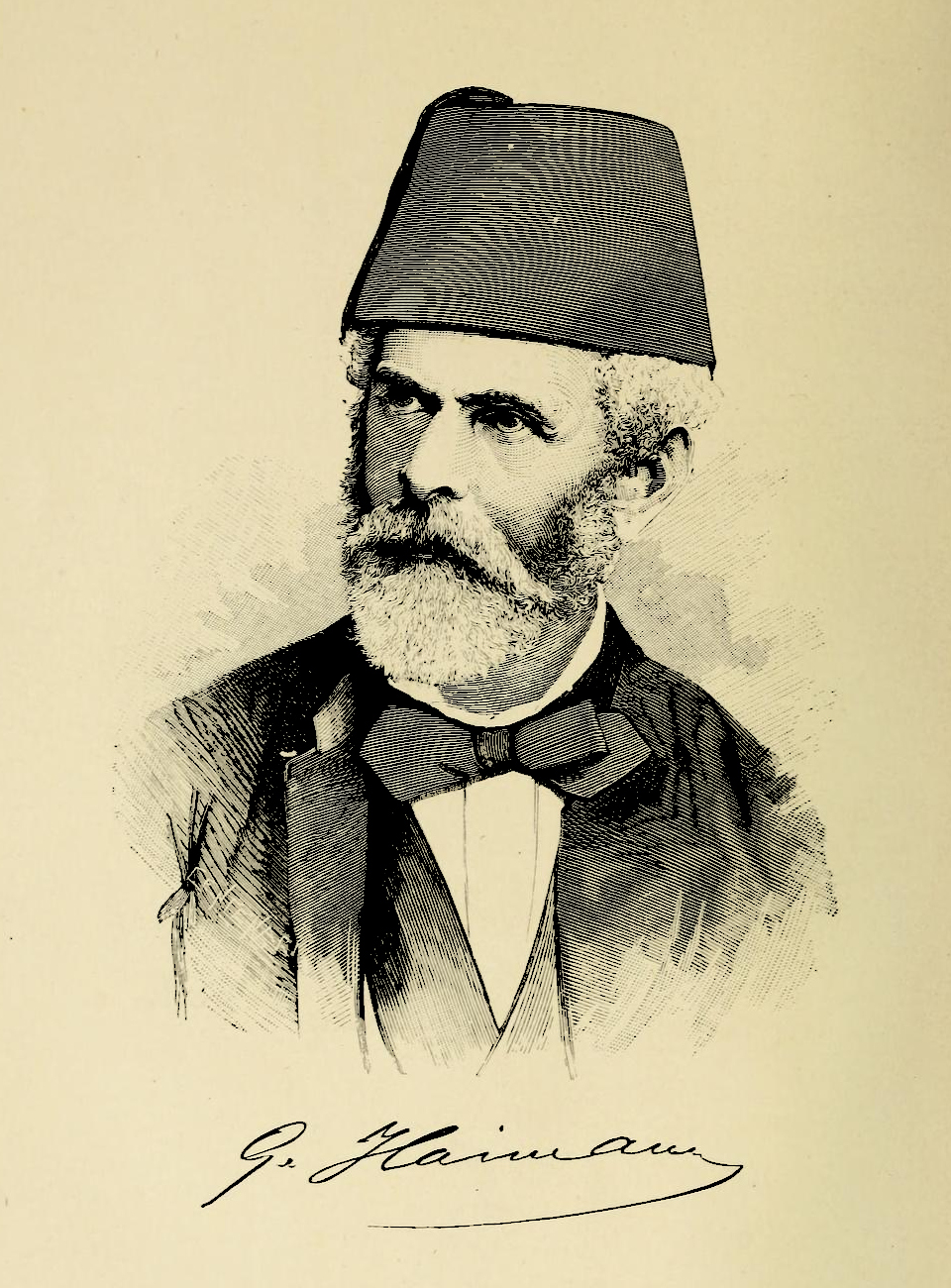
Giuseppe Haimann um 1880

Giuseppe Haimann (* 21. Mai 1828 in Mailand, Kaisertum Österreich; † 15. September 1883 in Alexandria, Ägypten) war ein italienischer Justizbeamter, Maler, Schriftsteller und Forschungsreisender.

## Leben und Wirken

### Frühes Leben
Giuseppe Haimann wurde am 21. Mai 1828 in Mailand geboren, als Sohn eines aus Bayern stammenden, jedoch schon lange Zeit in der lombardischen Hauptstadt ansässigen Habsburger Offiziers. Er besuchte das Istituto Boselli in Mailand, wo er eine klassische Ausbildung genoss. Schon früh zeigte er bemerkenswerte intellektuelle und charakterliche Qualitäten. Seine Hingabe zum Studium, die mit guten Prüfungsergebnissen belohnt wurde, sowie sein Interesse an Kunst, Literatur und Wissenschaft deuteten bereits auf das breite Spektrum hin, dem er sich später in seinem Leben widmen würde.

### Militärdienst und Karrierebeginn

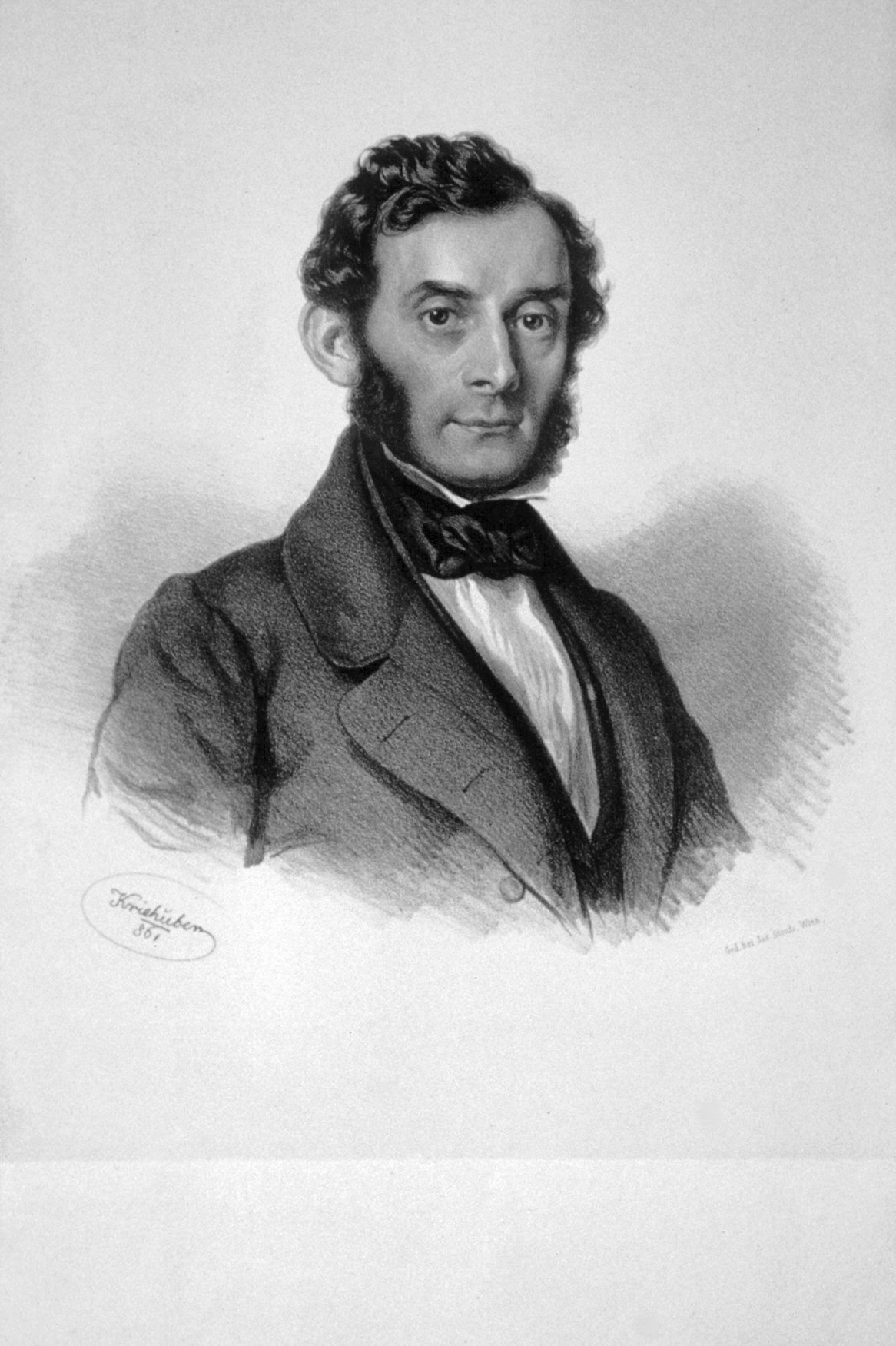
Giuseppe Haimann, Lithographie von Josef Kriehuber, 1861

Nach den turbulenten Ereignissen von 1848, als Italien inmitten einer Revolution stand und Mailand sich mit seinen Fünf-Tage-Aufstand gegen die österreichische Besatzung erhob, setzte sich Haimann für die Unabhängigkeitsbewegung ein. Im folgenden Jahr erlangte er seinen Abschluss in Jura an der Universität Pavia und kehrte nach Mailand zurück, um als Mitglied der Nationalgarde an der Verteidigung der Stadt teilzunehmen. Diese sah sich dem Druck der Fremdherrschaft gegenüber, als die Rückkehr der österreichischen Truppen unmittelbar bevorstand.
Im Jahr 1851 begann Haimann eine Laufbahn im öffentlichen Dienst. Seine fundierten Kenntnisse in den Bereichen Recht und Verwaltung, sowie das perfekte Beherrschen der deutschen und italienischen Sprache ermöglichten es ihm, erfolgreich eine Stelle als Kompilator des italienischen Textes des Gesetzbuches in Wien zu erlangen, wo er sich mit der Übersetzung des Strafprozessrechts befasste. Obwohl diese Position in der Hauptstadt des Staates einen schnellen Aufstieg versprach, entschied sich Haimann aus Liebe zu seinem Heimatland für eine Rückkehr. Nachdem er die Prüfung zum Richter am Appellationsgericht von Venetien bestanden hatte, erhielt er dort einen Posten als stellvertretender Sekretär.
Nach Ende des Sardinischen Krieges begab sich Haimann nach Mailand. Die Erfahrungen, die er in den lombardisch-venezianischen Behörden gesammelt hatte, und seine hervorragenden juristischen Kenntnisse prädestinierten ihn für eine Position im Zentrum der Verwaltung nach dem Anschluss der Lombardei an das Königreich Sardinien-Piemont. Zunächst als Lehrling, dann als Sekretär im Justizministerium in Turin eingesetzt, gewann Haimann bald an Ansehen bei seinen Vorgesetzten. Im Jahre 1864 wurde Haimann Sektionsleiter und 1873 Abteilungsleiter.

### Reisen und künstlerische Entwicklung

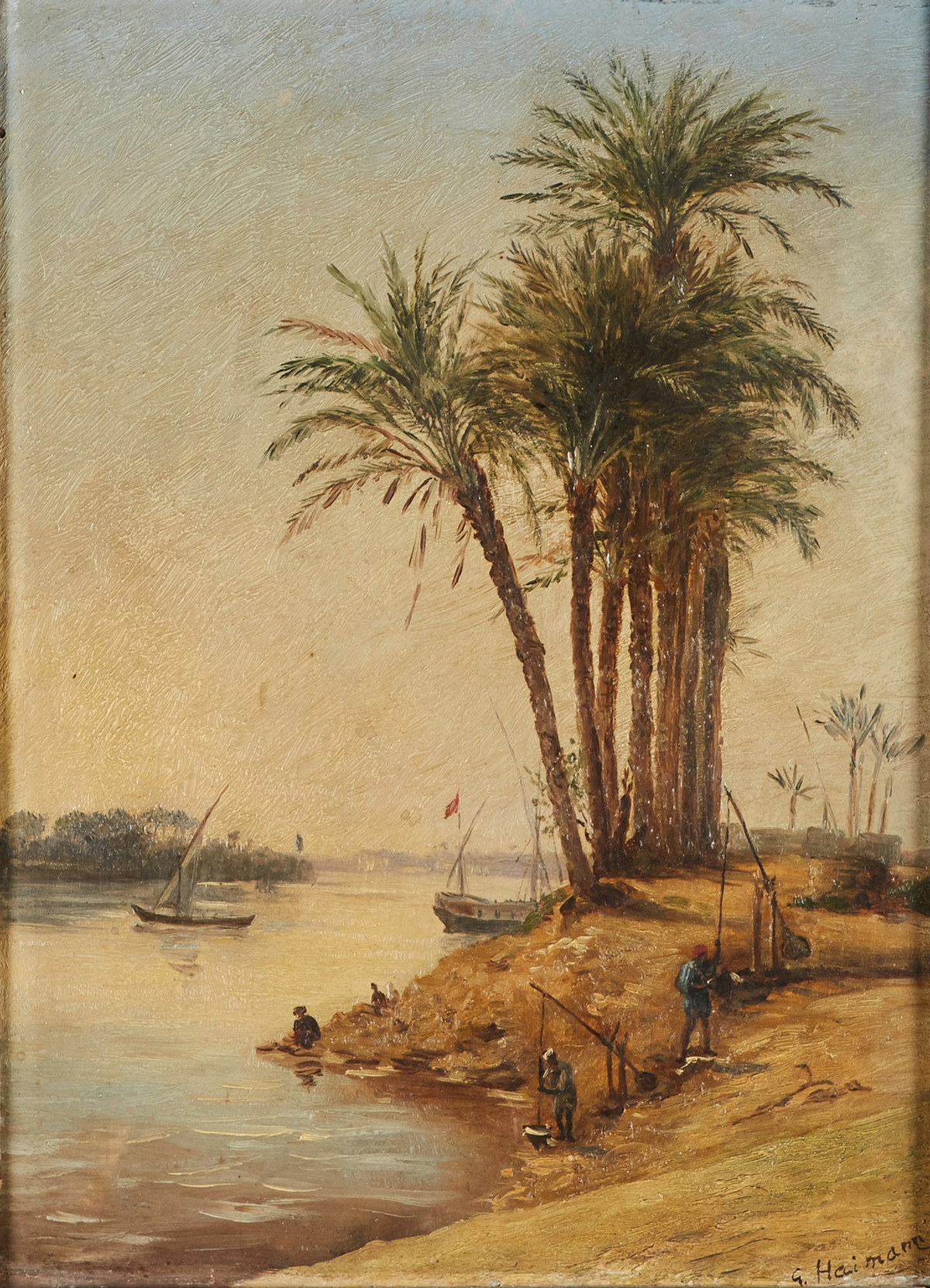
Ölgemälde des Nilufers von Giuseppe Haimann

Während seiner Zeit in Turin lernte er Angela Bettoni (* 2. Juli 1848 in Luino; † 19. April 1902 in Rom) kennen, die er im Jahr 1868 heiratete. Sie war die Tochter des Richters Gaetano Bettoni, später Senator des Königreichs und Präsident des Appellationsgerichts in Brescia. Mit ihr unternahm er zahlreiche Reisen, die zur Entwicklung seines künstlerischen Talents beitrugen.
Seine Leidenschaft für Malerei brachte ihn dazu, bedeutende Lehrer an der Akademie der Schönen Künste in Brera aufzusuchen, darunter den renommierten Francesco Hayez für die Porträtmalerei und Giuseppe Bisi für Landschaftsmalerei. Diese künstlerische Ausbildung wird in seinen Werken deutlich, die er in seinen Orientreisen und während seiner Missionen in Ägypten schuf. Darüber hinaus war Haimann Mitglied des Alpenvereins und begeisterter Bergsteiger, der unter anderem den Monte Rosa, den Mont Blanc und die Brèche de Roland in den Pyrenäen bestieg.
Haimann hatte sich bereits in jungen Jahren mit der arabischen Welt und der dortigen Sprache befasst. Dies ermöglichte es ihm, Ziele wie Palästina, Syrien, die Kyrenaika und Ägypten zu besuchen und seine Erfahrungen und Erkenntnisse sowohl schriftlich als auch künstlerisch zum Ausdruck zu bringen. Sein Ruf als talentierter Künstler und Schriftsteller wurde durch Werke wie sein Gemälde der Zedern des Libanon (orig. Cedri del Libano) oder des Nilufers (orig. Sponde del Nilo) und lebendige Beschreibungen seiner Reisen gestärkt. Insbesondere Ägypten und die Kyrenaika waren für Haimann inspirierende Orte, die ihm reichlich Material für seine Arbeit als Maler und Schriftsteller lieferten.

### Justizbeamter in Ägypten
Ende 1874 wurde Haimann als Präsident der Internationalen Reformkommission nach Kairo in das ägyptische Justizministerium berufen. Dies ermöglichte ihm auch, seine Vergleichsstudien über Verwaltung und Justizsystem zu erweitern, die er 1867 im Auftrag des Justizministers Francesco Borgatti begonnen hatte. Hierfür hatte er zuvor auch die Weltausstellung in Paris besucht und Belgien, Österreich und Preußen bereist.
Durch einen fünfjährigen Aufenthalt in Ägypten und seine berufliche Position mit Verbindungen zu einheimischen Behörden sowie Kontakten zu renommierten Reisenden und ausländischen Persönlichkeiten konnte Haimann zahlreiche Erfahrungen über das Land sammeln, die in sein Werk Das Ägypten der Khediven (orig. L'Egitto dei Khedive) einflossen. Dieses wurde in mehreren Ausgaben der Nuova Antologia, einer Literaturzeitschrift, veröffentlicht und behandelt Themen wie die Bevölkerung, Gebräuche und Geologie Ägyptens.
Haimann spielte als einziger Ausländer unter den Leitern im ägyptischen Justizministerium eine wichtige Vermittlerrolle bei der Justizreform Ägyptens, aus der die Charta der Gemischten Gerichtshöfe hervorging. Die Ergebnisse seiner Arbeit und auch seine Kunst fanden Anerkennung, jedoch wurde seine Position einem Mitarbeiter anderer Nationalität übertragen, woraufhin er Kairo verließ. Im April 1880 kehrte er mit zahlreichen Studien, Antiquitäten und einem tiefen und dauerhaften Eindruck nach Italien zurück, die seine Sehnsucht nach Ägypten bestärkten. Zehn Monate nach seiner Rückkehr nach Italien wurde Haimann um Kanzler am Kassationshof in Palermo ernannt. Kurz darauf wurde er in das Außenministerium versetzt, wo er sich weiter mit der Justiz in Ägypten befasste.

### Afrika-Expedition

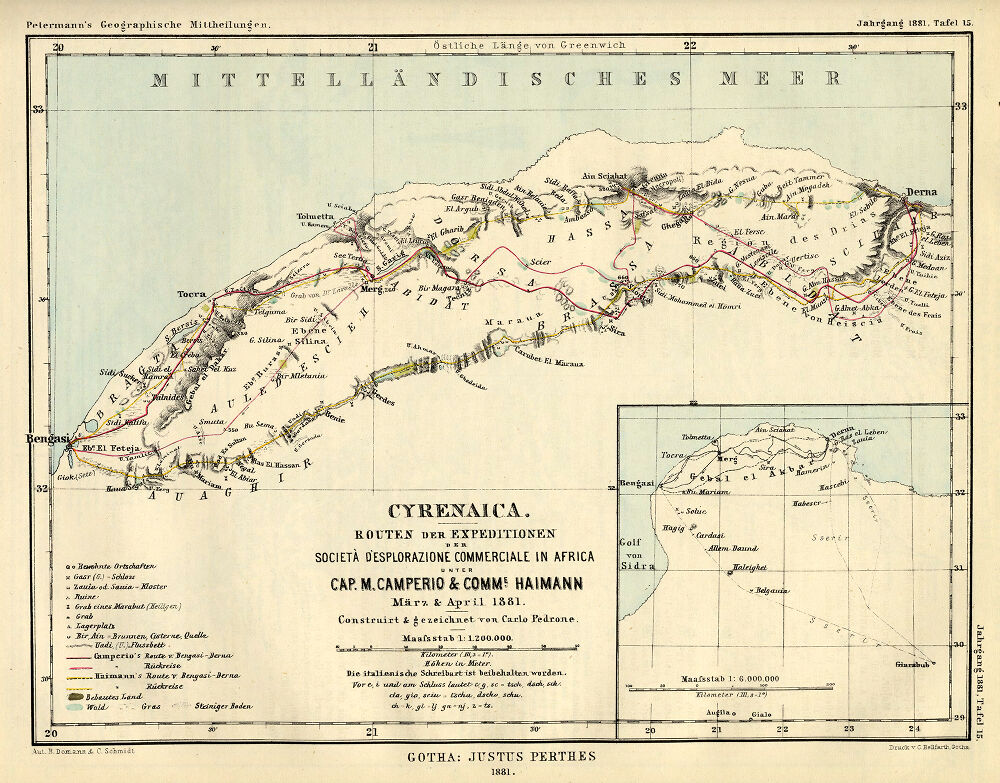
Routen der Afrika-Expeditionen

Gleichzeitig entsandte die in Mailand ansässige Società di Esplorazioni Commerciali in Africa (dt. Gesellschaft für Handelsexploration in Afrika) im Jahr 1880 einige ihrer Delegierten nach Bengasi, einer Stadt in der Kyrenaika, um dort eine Handelsstation zu errichten. Es sollten zwei Expeditionen unternommen werden, eine kommerzielle und eine wissenschaftlich-künstlerische. Haimann wurde von dieser Gesellschaft eingeladen und akzeptierte die Teilnahme an der zweiten dieser Missionen. Außerdem waren Kapitän Manfredo Camperio und Dr. Pietro Mamoli daran beteiligt. Zur Vorbereitung auf die Expedition suchte Haimann Georg Schweinfurth in Kairo auf, der ihm von der Geschichte Kyrenes und dem Potential Ostlibyens berichtete. Am 22. Februar 1881 brach er zusammen mit seiner Frau von Rom aus in die Kyrenaika auf. Bei der Anreise erlitten sie nach einem Zwischenaufenthalt in Malta Schiffbruch, erreichten jedoch schließlich Benghasi. Sein Mitwirken an der zweimonatigen Expedition, welche von Benghasi nach Derna und auf nördlicher Route zurück führte, brachte schließlich fruchtbare Ergebnisse. Er kehrte mit einer umfangreichen Sammlung botanischer, zoologischer und ethnografischer Objekte zurück, die vom Tierkundler Emilio Cornalia klassifiziert wurden und den Museen in Rom zugutekamen. Haimanns Bericht erschien erstmals 1882 im Bollettino della Società Geografica Italiana, einer der weltweit ältesten Geografiezeitschriften, mitsamt zahlreichen Kunstwerken, in denen er seine Eindrücke auch visuell festgehalten hatte. Schon 30 Jahre vor der italienischen Intervention von 1911 war Haimann zu dem Schluss gekommen, dass die Kyrenaika – „in der Antike so zivilisiert und wohlhabend“ – zu neuem Leben erweckt werden könnte, wenn Landwirtschaft, Industrie und Handel „einen wirksamen Impuls erhalten“ würden.

### Rückkehr nach Ägypten

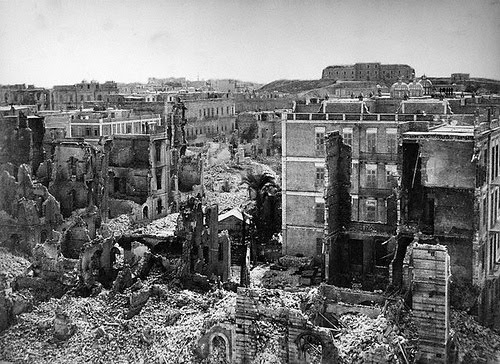
Alexandria nach dem britischen Bombardement 1882

Haimann nahm seine Arbeit im Ministerium für Auswärtige Angelegenheiten wieder auf und bereitete im Auftrag des Ministers eine Reise zum abessinischen Kaiser Yohannes IV. vor, welche er zusammen mit dem befreundeten Forschungsreisenden Gustavo Bianchi zu unternehmen erhoffte. Es wurde ihm allerdings ein anderer Vorschlag unterbreitet, der zwar weit weniger begehrlich war, jedoch seiner philanthropischen Gesinnung mehr entsprach. Er sollte im Auftrag der Regierung erneut nach Ägypten entsandt werden, um in Alexandria die Armen kostenfrei juristisch zu vertreten, während ein königlicher Kommissar die Kompensationen für die Schäden, die dort 1882 durch den britischen Angriff auf die Stadt entstanden waren, auf italienischer Seite regeln sollte. Haimann übernahm dieses Amt mit großer Hingabe, war jedoch bereits gesundheitlich geschwächt. Überdies brach die Cholera aus, und seine Frau erkrankte daran. Er kümmerte sich intensiv um sie und konnte sie dadurch retten. Kurz darauf suchte die Krankheit jedoch auch ihn selbst heim, woraufhin er am 15. September 1883 verstarb. Zu dieser Zeit befand sich auch Robert Koch in Alexandria und entdeckte den „Kommabazillus“ als Erreger der Cholera.
Haimanns Tod wurde laut seinem Freund Luigi Ferri, Professor an der Universität La Sapienza in Rom, von der gesamten italienischen Kolonie betrauert, insbesondere jedoch von den Armen, die seine Unterstützung erfahren hatten. Ein Kondolenzschreiben an seine Witwe brachte die Dankbarkeit für seine Verdienste zum Ausdruck und erinnerte an die Worte, die Haimann selbst einmal bei einer Rede geäußert hatte:

“Ho la soddisfazione di aver potuto risparmiare molti dolori e qualche ingiustizia.”

„Ich kann mich glücklich schätzen, dass mir viel Schmerz und einige Ungerechtigkeiten erspart geblieben sind.“

## Werk
Nach seiner Ausbildung in Brera Mitte der 1850er Jahre stellte Haimann seine Malereien regelmäßig in Rom aus. Außerdem waren seine Werke 1855 auf Ausstellungen des österreichischen Kunstvereins sowie in der Mailänder Ausstellung im Jahr 1956 zu sehen, darunter die Gemälde Neuberg in Steiermark, Partie am Monte Rosa, Die Morgenruhe und Monte Rosa von Gressoney. Zudem sind Ausstellungen seiner Werke 1870 in Parma und 1872 in Mailand belegt.
In seiner Malerei sind Einflüsse verschiedener regionaler Schulen zu finden, mit denen er auf seinen Reisen in Kontakt gekommen war: Das Naturgefühl der piemontesischen Maler (z. B. Kapelle auf dem Lande) verschmilzt mit den realistischen Details und Farben der Toskaner Schulen (z. B. Aquädukt in der römischen Campagna). Dies zeigt sich auch in den Werken seiner Reisen nach Griechenland, Kleinasien und ins Heilige Land im Jahr 1869 (z. B. Die Akropolis in Athen).
Die Werke, die während seines Aufenthalts in Ägypten als Mitglied der Internationalen Reformkommission und der ägyptischen Verwaltung, sowie bei der Expeditionsreise durch Afrika entstanden, dienten vorrangig der dokumentarischen Zwecken und hinterlassen wertvolle Zeugnisse aus dieser Zeit.

### Liste seiner Werke (Auswahl)
| Werk/Motiv                                        | Technik             | Maße           | Bild |
| ------------------------------------------------- | ------------------- | -------------- | ---- |
| Cascata delle Marmore                             | Öl auf Leinwand     | 20,4 × 28,4 cm |      |
| Dolomitenvision                                   | Öl auf Leinwand     | 14,3 × 21,5 cm |      |
| Alpine Weiden                                     | Öl auf Leinwand     | 32,5 × 40,5 cm |      |
| Bergbauernhof                                     | Öl auf Leinwand     | 45 × 60 cm     |      |
| Schneelandschaft                                  | Öl auf Leinwand     | 34,3 × 44,4 cm |      |
| Landhaus bei Dämmerung                            | Öl auf Leinwand     | 30 × 20 cm     |      |
| Bauernhaus                                        | Öl auf Leinwand     | 19,3 × 30 cm   |      |
| Kapelle auf dem Lande                             | Öl auf Leinwand     | 46 × 60,3 cm   |      |
| Toskanische Kirche                                | Aquarell auf Karton | 33 × 45 cm     |      |
| Kirche in Ruinen                                  | Aquarell auf Karton | 24,5 × 36 cm   |      |
| Rocca Albornoziana, Spoleto                       | Aquarell auf Karton | 26,3 × 35,8 cm |      |
| Pieve di Cadore                                   | Aquarell auf Karton | 25 × 33 cm     |      |
| Aquädukt in der Campagna Romana                   | Öl auf Leinwand     | 22 × 33,1 cm   |      |
| Inselchen in der Lagune                           | Öl auf Leinwand     | 38 × 54 cm     |      |
| Personen an der Uferpromenade                     | Öl auf Leinwand     | 30 × 40 cm     |      |
| Blick auf Florenz                                 | Öl auf Leinwand     | 25 × 40 cm     |      |
| Blick auf den Dogenpalast, Venedig                | Öl auf Leinwand     |                |      |
| Rialtobrücke, Venedig                             | Aquarell auf Karton | 25 × 35 cm     |      |
| Die Akropolis in Athen                            | Öl auf Leinwand     | 39,5 × 64,5 cm |      |
| Abu Simbel an den Ufern des Nils                  | Öl auf Leinwand     | 22,7 × 33,1 cm |      |
| Nilkatarakt                                       | Öl auf Leinwand     | 28 × 40 cm     |      |
| Hafen im Mittleren Osten                          | Öl auf Leinwand     | 20,5 × 30,4 cm |      |
| Feluken auf See                                   | Öl auf Leinwand     | 22,5 × 32 cm   |      |
| Von diesen verlassenen und feierlichen Bergen     | Öl auf Leinwand     | 16,5 × 42,3 cm |      |
| Die Wüste in Nordafrika                           | Aquarell auf Karton | 24,1 × 35 cm   |      |
| Afrika, auf einem Kamel am Meer                   | Öl auf Leinwand     | 21,5 × 31,6 cm |      |
| Abydos                                            | Öl auf Leinwand     | 33 × 22,8 cm   |      |
| Bethlehem                                         | Öl auf Leinwand     | 15,1 × 23,4 cm |      |
| Botanischer Garten in Kairo                       | Öl auf Leinwand     | 40,4 × 28,3 cm |      |
| Weiden im Mittleren Osten                         | Öl auf Leinwand     | 27,3 × 40,7 cm |      |
| Wind in den Palmen                                | Öl auf Leinwand     | 26 × 39,5 cm   |      |
| Karawane bei einer Oase, im Hintergrund Pyramiden | Öl auf Leinwand     | 48,5 × 78,5 cm |      |
| Bebaute Felder bei den Pyramiden                  | Öl auf Leinwand     | 21 × 32,8 cm   |      |
| Teppichhändler                                    | Öl auf Leinwand     | 33,3 × 45,7 cm |      |